# Kasteel van Arboras
Het Kasteel van Arboras (Frans: Château d'Arboras) is een kasteel in de Franse gemeente Arboras. Het kasteel is een beschermd historisch monument sinds 1990.